# 구룽족
구룽족은 네팔의 히말라야 지역 중앙부에 사는 민족이다. 대부분이 안나푸르나 산맥 인근 지역인 간다키 구에 산다. 2001년 기준으로 543,571명(전체 인구의 2.39%)의 구룽족이 있으며, 그 가운데 338,925명이 티베트버마어족의 언어인 타무카이어를 쓴다.
"구룽"이란 말은 티베트어로 "농부"를 뜻하는 단어인 "그룽"(Grung)에서 유래된 이름이다. 구룽족은 자신들을 "말 타는 사람"이라는 뜻을 가진 단어인 "타무"(Tamu)로 부른다.

## 같이 보기
- 구룽어